# St. Peter (Ilvesheim)

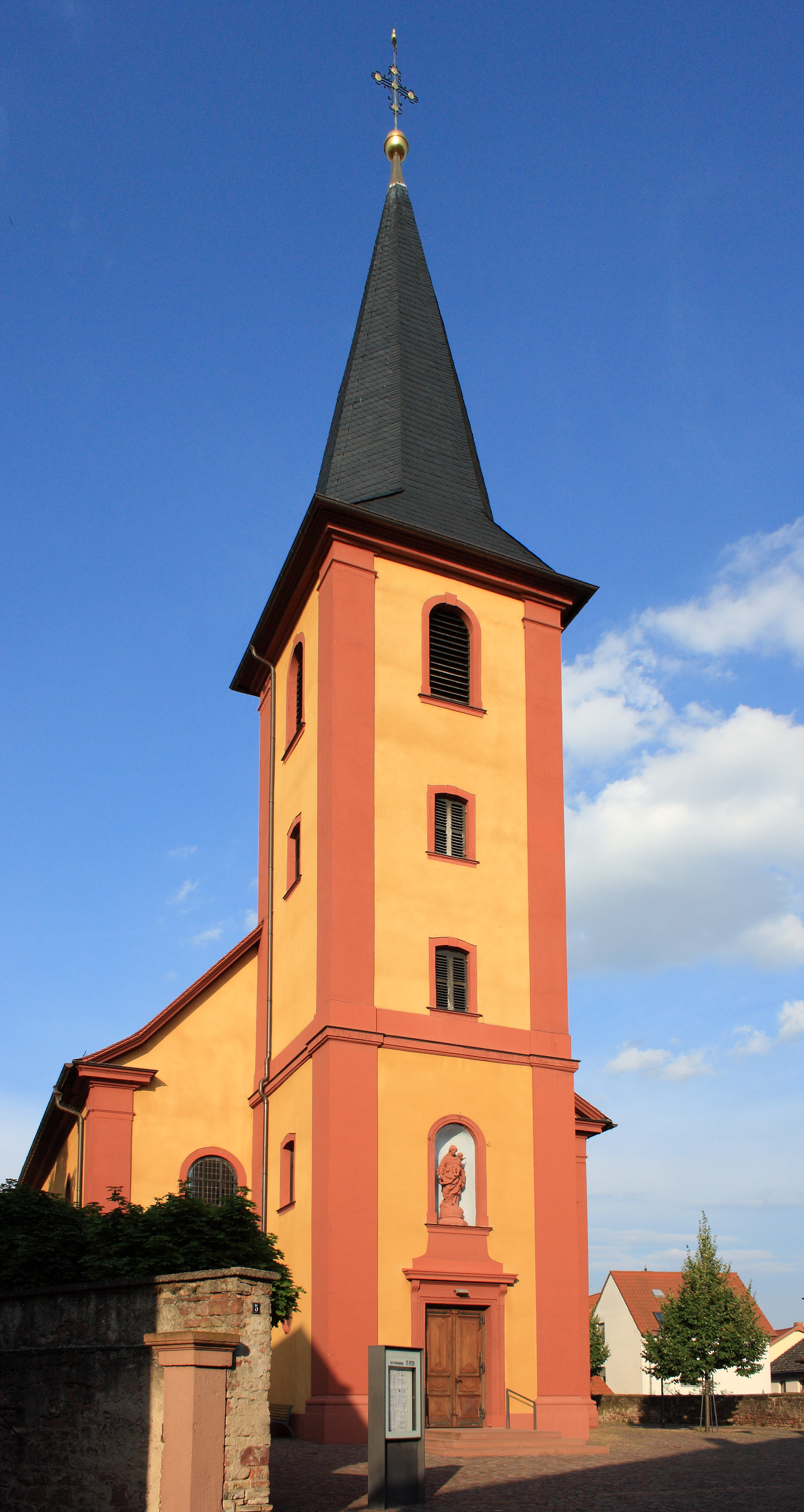
St. Peterskirche

St. Peter ist eine katholische Kirche in Ilvesheim im Rhein-Neckar-Kreis im Nordwesten Baden-Württembergs. Sie wurde zwischen 1789 und 1790 erbaut.

## Geschichte
766 wurde Ilvesheim im Lorscher Codex erstmals urkundlich erwähnt. Seit wann es eine Kirche im Ort gab, ist nicht bekannt. Im Jahr 951 wurde jedoch ein Kirchhof in Ilvesheim genannt, so dass davon auszugehen ist, dass zu dieser Zeit bereits eine Kirche existierte. Das Wormser Synodale, ein Visitationsbericht der Pfarreien im Wormser Bistum, beschrieb 1494 einen Muttergottesaltar und einen den Heiligen Katharina und Nikolaus geweihten Altar.
Nach 1550 führten die Landschad von Steinach, die die Ortsherrschaft als Lehen von der Pfalz ausübten, die Reformation ein. 1575 setzte die Pfalz einen Wechsel vom lutherischen zum reformierten Bekenntnis durch. Bei der pfälzischen Kirchenteilung zu Beginn des 18. Jahrhunderts wurde die Ilvesheimer Kirche zunächst den Reformierten zugeschlagen. Nach dem Protest des Freiherrn von Hundheim, der mittlerweile die Ortsherrschaft ausübte, fand aber ein Tausch mit der Neckarauer Martinskirche statt, so dass die Ilvesheimer Peterskirche katholisch wurde. Eine Pfarrei gab es jedoch nicht. Für die Seelsorge war der Pfarrer der Seckenheimer St.-Aegidius-Kirche zuständig, bis 1747 wieder eine eigene Pfarrei in Ilvesheim eingerichtet wurde.
Da die Kirche baufällig und zu klein war, empfahl Baumeister Johann Jakob Rischer einen Neubau, wozu es aber zunächst nicht kam. Erst 1788 wurde der alte Bau abgerissen und bis 1790 die neue Kirche gebaut. Nur der Turm blieb erhalten, bis er einstürzte und 1817 durch einen neuen ersetzt wurde. In den 1950er Jahren und 1990/91 wurde die Peterskirche renoviert. Die Pfarrei gehört zur Seelsorgeeinheit „Maria Magdalena“ im Stadtdekanat Mannheim, Erzbistum Freiburg.

## Beschreibung

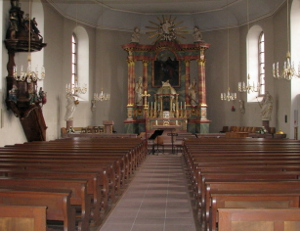
Innenraum

Die St.-Peter-Kirche steht auf der höchsten Stelle der Ilvesheimer Gemarkung. Das barocke Bauwerk hat vier Fensterachsen und einen 5/12-Chorschluss. Turm und Langhaus sind mit Eckpilastern versehen. Der Turm ist mit einem oktogonalen Zeltdach bekrönt. Über dem Hauptportal befindet sich eine Rundbogennische mit der Immakulata. Das Langhaus ist 30,45 Meter lang, 12,60 Meter breit und 8,92 Meter hoch.
Der Innenraum ist flachgedeckt mit Vouten. Der Hochaltar von etwa 1770 stammt aus dem Dominikanerkloster in Heidelberg. Die beiden dazugehörigen Seitenaltäre wurden 1956 an die Herz-Jesu-Kirche in Strittmatt und an die St.-Bartholomäus-Kirche in Neunkirchen abgegeben. Das Taufbecken aus rotem Sandstein und die hölzerne Kanzel sind von 1724/25.

## Orgel
Die Orgel wurde im Jahr 2000 von dem Orgelbauer Joachim Popp erbaut. Das Instrument hat 27 Register auf zwei Manualen und Pedal.
| I Hauptwerk C–g3 |        |
| Bordun           | 16′    |
| Pricipal         | 8′     |
| Holzflöte        | 8′     |
| Gambe            | 8′     |
| Octave           | 4′     |
| Hohlflöte        | 4′     |
| Quinte           | 2 ⁄3′  |
| Superoctave      | 2′     |
| Terz             | 1 3⁄5′ |
| Mixtur IV        | 1 ⁄3′  |
| Trompete         | 8′     |
| Tremulant        |        |

| II Schwellwerk C–g3 |        |
| Lieblich Gedeckt    | 8′     |
| Salicional          | 8′     |
| Vox coelestis       | 8′     |
| Geigend Principal   | 4′     |
| Traversflöte        | 4′     |
| Nassat              | 2 ⁄3′  |
| Piccolo             | 2′     |
| Terz                | 1 3⁄5′ |
| Larigot             | 1 ⁄3′  |
| Sifflöte            | 1′     |
| Oboe                | 8′     |
| Tremulant           |        |

| Pedalwerk C–f1 |     |
| Subbaß         | 16′ |
| Octavbaß       | 8′  |
| Cello          | 8′  |
| Choralbaß      | 4′  |
| Posaune        | 16′ |

- Koppeln: II/I, I/P, II/P
- Effektregister: Patruelis stella (Zimbelstern), Noli me tangere (Teufelsgeheul)

## Glocken
Das Geläut wurde 2011 erneuert. Zwei alte Stahlglocken aus dem Jahr 1922 wurde durch drei neue Bronzeglocken der Glockengießerei Bachert ersetzt. Gemeinsam mit der alten Marienglocke läuten sie nach dem Salve-Regina-Motiv. Bevor die neuen Glocken nach Ilvesheim kamen, läuteten sie während des Papstbesuchs in Freiburg, darunter zum von Papst Benedikt XVI. zelebrierten Gottesdienst auf dem Freiburger Flugplatz.
| Glocke | Name           | Gussjahr | Gießer / Gussort            | Durchmesser | Gewicht  | Schlagton | Inschrift |
| ------ | -------------- | -------- | --------------------------- | ----------- | -------- | --------- | --- |
| 1      | Petersglocke   | 2011     | Bachert, Karlsruhe          | 1337 mm0    | 1469 kg0 | es1±0     | Kommt her, folgt mir nach, ich werde euch zu Menschenfischern machen / Besuch von Papst Benedikt XVI. in Freiburg |
| 2      | Konradsglocke  | 2011     | Bachert, Karlsruhe          | 1054 mm0    | 724 kg   | g1+3      | Lasst uns den Aufbruch wagen und auf Gott vertrauen                                                               |
| 3      | Marienglocke   | 1953     | F. J. Schilling, Heidelberg | 864 mm      | 423 kg   | b1+2      | |
| 4      | Ottilienglocke | 2011     | Bachert, Karlsruhe          | 786 mm      | 321 kg   | c2−1      | Kommt alle her die, ihr mühselig und beladen seid, ich werde euch erquicken (in Brailleschrift)                   |
| 5*     | „Ostglocke“    | 1729     |                             | 480 mm      | 63 kg    | as2+4     | |

* Glocke Nr. 5 befindet sich nicht im Turm der Kirche, sondern im Keller des Gemeindehauses. Sie stammt aus Laasan/Schlesien und kam 1952 von einem Glockenfriedhof. Die Glocke ist – ohne nennenswerte Schäden – läutefähig.